# Âu tàu

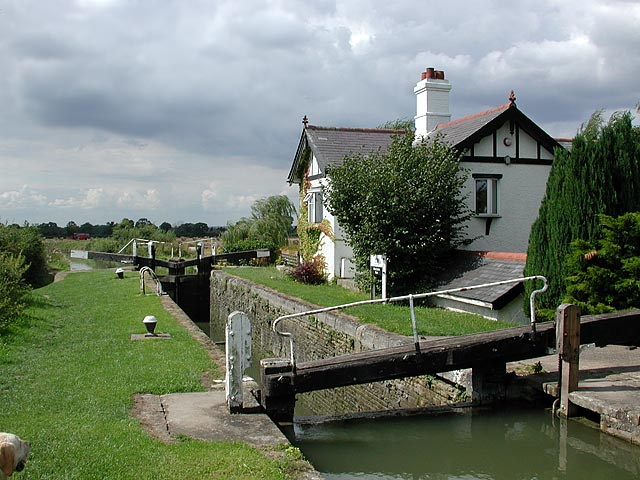
Âu tàu kênh và and nhà âu tàu ở Aylesbury Arm thuộc Grand Union Canal tại Marsworth ở Hertfordshire, Anh

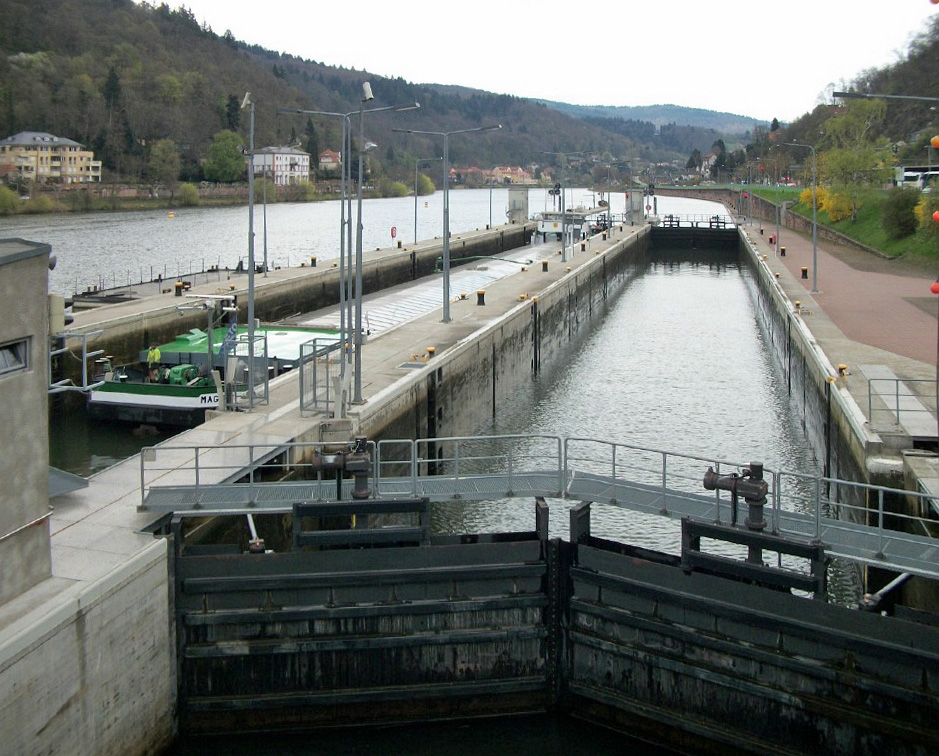
Khóa nước ở sông Neckar, Heidelberg, Đức

Âu tàu/thuyền, còn gọi là Hệ thống khóa nước, là một "thiết bị" lắp đặt trên các kênh rạch hoặc cảng biển để tăng và giảm mực nước, giúp các phương tiện giao thông đường thủy đi vào hệ thống đường thủy liền kề có mực nước chênh lệch nhau. Các tính năng nổi bật của một khóa nước là một khoang chứa nước cố định có chiều rộng và chiều dài có thể chứa được phương tiện giao thông đường thủy (như tàu,xà lan v.v...), trong đó mực nước có thể thay đổi, bằng bên phải hoặc bên trái của khóa nước. Trong khi khóa nước hoạt động nó được coi như là một giếng chìm với nước thoát ra hoặc chảy vào từ đáy của giếng, giúp phương tiện giao thông nổi lên hoặc hạ xuống bằng với mực nước mà phương tiện đang hướng vào, sau khi nước ngừng chảy, khóa nước được mở ra để phương tiện tiếp tục hành trình của nó.
Hệ thống khóa nước giúp các phương tiện giao thông đường thủy di chuyển dễ dàng tại các vùng có độ cao mực nước khác nhau hoặc đi qua vùng đất có độ cao địa hình không đồng nhất ở khu vực có các kênh đào dẫn nước, xưởng sửa chữa tàu bè v.v...

## Xây dựng và hoạt động cơ bản
Thuyền đi ngược dòng:
 Hình 1-2. Thuyền đang vào âu.
Hình 3. Âu được đóng lại khi thuyền vào bên trong.
Hình 4-5. Khóa được đổ đầy nước bằng mực nước "thượng lưu"
Hình 6. Cổng trên được mở ra.
Hình 7. Thuyền ra khỏi khóa nước.
Thuyền đi xuôi dòng:
 Hình 8-9. Thuyền đang vào khóa nước.
Hình 10. Khóa được đóng lại khi thuyền vào bên trong.
Hình 11-12. Khóa được xả nước bằng mực nước "hạ lưu"
Hình 13. Cổng dưới được mở ra.
Hình 14. Thuyền ra khỏi khóa nước.

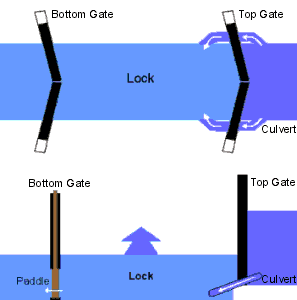
Nguyên lý hoạt động chung của khóa nước. Một khoang chứa nước ngăn cách với phần còn lại của kênh với cặp cổng. Mỗi cổng được đóng kín với một góc khoảng 18 ° để chống lại áp lực nước trên "thượng nguồn".

Các khóa nước phải tuân thủ ba yếu tố:
- 1. Một khoang nước riêng kết nối phía trên và dưới của kênh, và đủ lớn để chứa được một hoặc nhiều tàu thuyền. Vị trí của khóa nước là cố định, nhưng mực nước của nó có thể thay đổi.
- 2. Mỗi cổng có hai cánh cửa, cổng được mở ra để cho phép thuyền vào hoặc ra, khi đóng phải chặn được sự thông nước.
- 3. Một nhóm các van để xả hoặc đổ nước vào khoang theo yêu cầu. Thông thường là một van đơn giản (một hay nhiều lá xách có thể khép mở bằng cơ chế bánh răng), cho phép nước vào hoặc thoát khỏi khoang chứa, khóa nước lớn hơn thường sử dụng máy bơm nước để hỗ trợ.

Thực sự hoạt động một khóa nước rất đơn giản. Ví dụ, nếu một chiếc thuyền đi xuôi dòng đến khóa đã đầy nước:
- Cổng ra vào được mở và chiếc thuyền đi vào trong.
- Cổng được đóng lại sau đó.
- Van xả nước từ khoang được mở ra làm cho thuyền hạ thấp bằng mực nước phía "hạ lưu".
- Cửa ra được mở và thuyền tiếp tục di chuyển.

Nếu khóa nước rỗng, thuyền sẽ phải đợi mở cổng từ 5 đến 10 phút khi nước vào đầy khoang. Với một thuyền đi ngược dòng, quá trình này được đảo ngược, thuyền vào khóa trống, sau đó khoang được mở van phía "thượng nguồn" cho nước vào. Tổng cộng thời gian đi qua một khóa nước thường sẽ mất khoảng 10 đến 20 phút, tùy vào dung tích của khoang và độ chênh lệch mực nước.
Khi hai phương tiện đi ngược chiều thường được vui mừng khi tiếp cận khóa nước cùng một thời điểm, vì tiết kiệm thời gian khoảng 5 đến 10 phút. Tuy nhiên, điều này là không đúng đối với hành trình của một đoàn (tàu) thuyền.

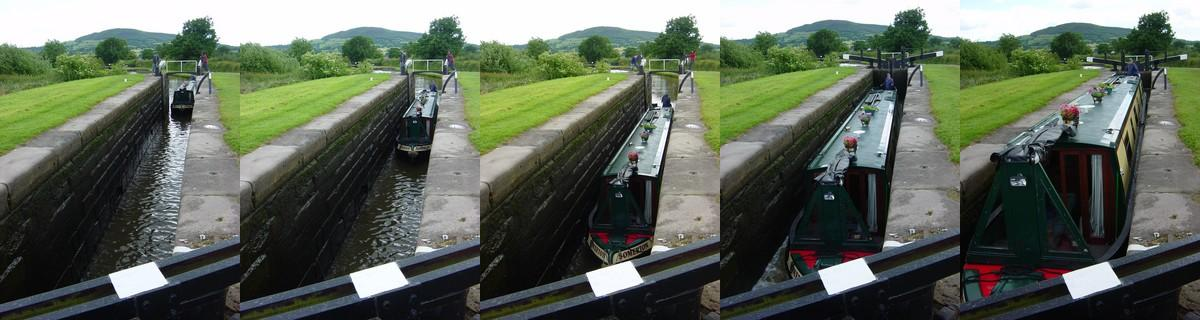
Hình minh họa các thay đổi mực nước khi khóa đang vận hành
1-3. Thuyền đi vào một khóa nước rỗng
4. Cổng hạ nguồn được đóng lại, van thượng nguồn được mở, nước trong khoang bắt đầu dâng lên
5. Khóa khi được đổ đầy nước giúp nâng thuyền lên và thuyền tiếp tục di chuyển.